# Supercopa de Bielorrusia 2022
La Supercopa de Bielorrusia 2022 fue la 13.ª edición de la Supercopa de Bielorrusia. El torneo fue disputado a partido único el 5 de marzo de 2022.

## Participantes
|  |  | Shakhtyor Soligorsk |  | Campeón de la Liga Premier de Bielorrusia (2021) |
|  |  | BATE Borísov        |  | Campeón de la Copa de Bielorrusia (2020-21)      |

## Partido
| 5 de marzo de 2022 | BATE Borísov   | 1:0 (0:0) | Shakhtyor Soligorsk | Estadio Dinamo-Yuni, Minsk |  |
| 15:00 (UTC+3)      | N. Milić 90+2' | Reporte   |                     |                            |  |

| Campeón Supercopa 2022 |
| ---------------------- |
|                        |
| BATE Borísov           |
| 8.vo título            |